# Volby prezidenta USA 2000

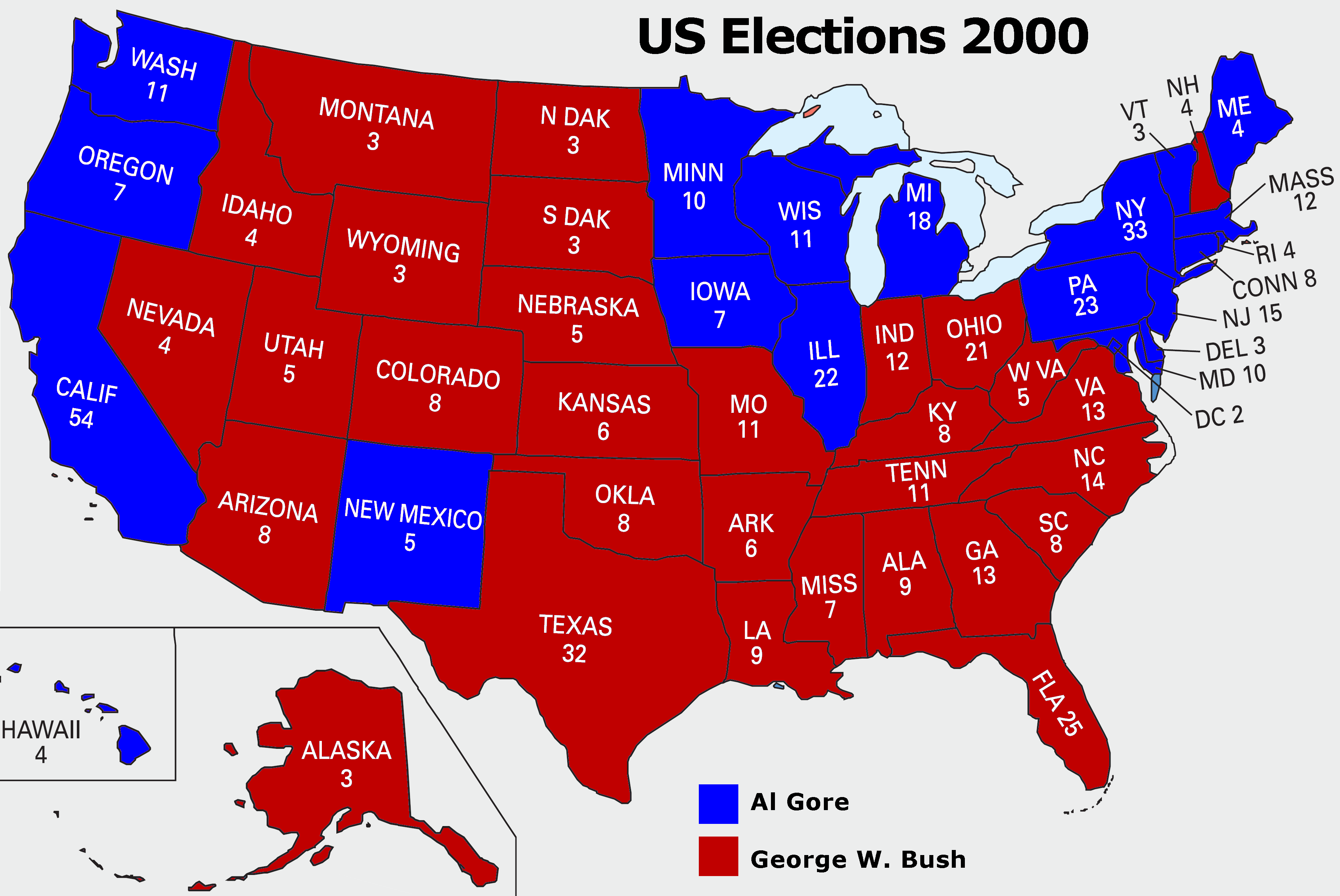
Výsledky prezidentských voleb z roku 2000. Červená označuje státy, kde zvítězil George W. Bush a modrá ty, kde zvítězil Al Gore. Čísla označují počet volitelů.

Prezidentské volby v USA v roce 2000 se konaly 7. listopadu 2000 a zvítězil v nich republikánský kandidát George W. Bush, dosavadní guvernér Texasu a nejstarší syn 41. prezidenta George H. W. Bushe, který porazil demokratického kandidáta a dosavadního viceprezidenta Ala Gora. Volby byly jedny z nejtěsnějších voleb v historii USA. O výsledku rozhodlo jen několik stovek hlasů ve státě Florida. Během noci po uzavření volebních místností média předčasně dvakrát ohlásila vítěze voleb (na základě průzkumů). Až potom vyhlásila, že výsledek z Floridy je natolik těsný, že ho ještě není možno předpovědět. Ve volbách zvítězil z rozhodnutí Nejvyššího soudu USA kandidát George W. Bush.
Jde o jedny z pěti prezidentských voleb v dějinách Spojených států, při kterých nevyhrál kandidát, který získal největší počet hlasů voličů. Zbylé 4 případy se odehrály v letech 1824, 1876, 1888 a 2016.

## Nominace

### Republikánská strana

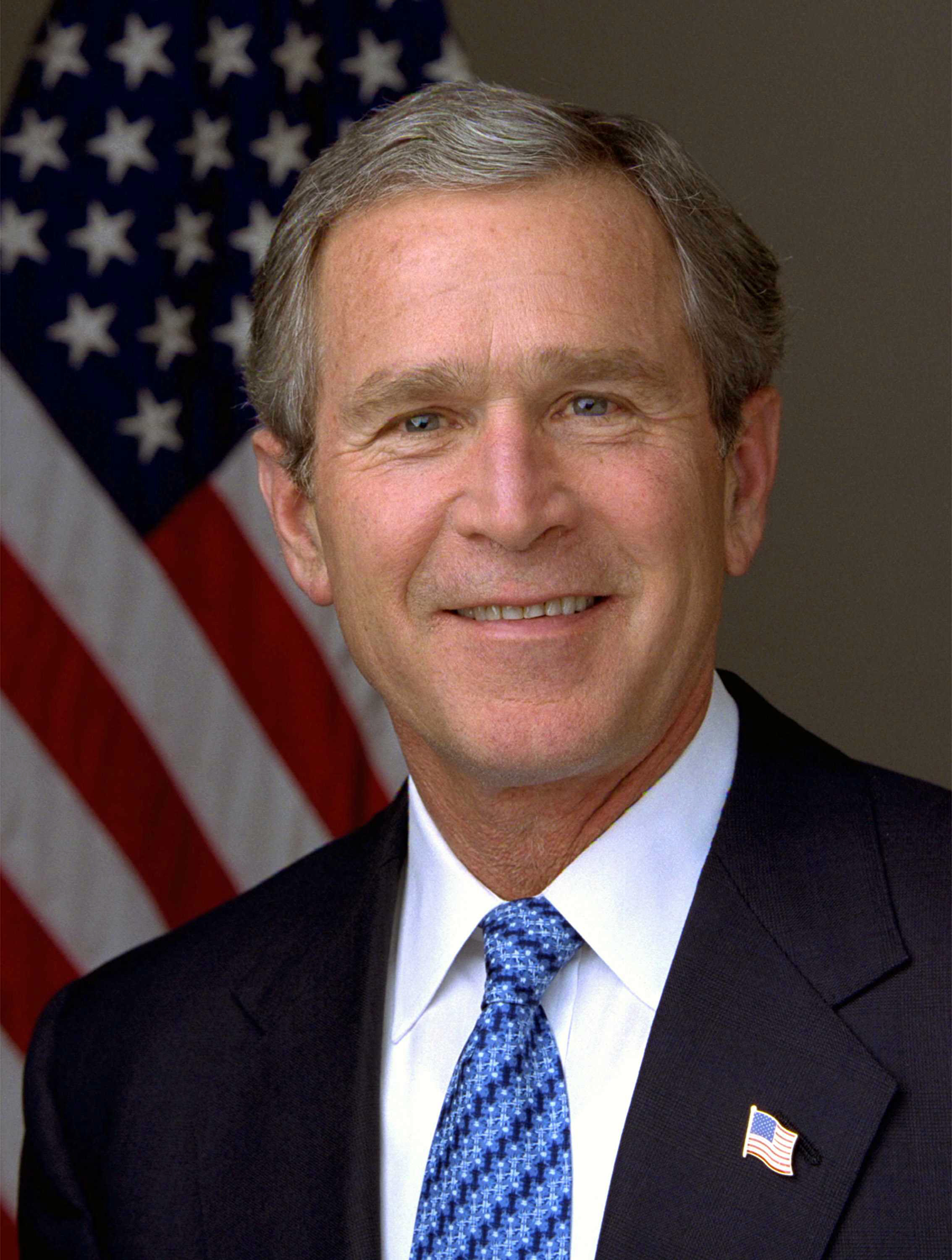
George W. Bush, kandidát Republikánské strany

- Lamar Alexander, předtím guvernér státu Tennessee a ministr školství USA
- Gary Bauer, poradce pro domácí záležitosti prezidenta Ronalda Reagana, konzervativní křesťanský aktivista
- George W. Bush, guvernér státu Texas a syn předcházejícího prezidenta George H.W. Bushe
- Elizabeth Dole, předtím ministryně dopravy ve vládě prezidenta Reagana a ministryně práce ve vládě prezidenta Bushe a manželka kandidáta na prezidenta v roku 1996 Boba Dolea.
- Steve Forbes, generální ředitel a šéfredaktor časopisu Forbes a neúspěšný kandidát o nominaci z roku 1996.
- Orrin Hatch, senátor za stát Utah
- Alan Keyes, předtím asistent na ministerstvu zahraničních věcí, neúspěšný kandidát na post senátora v letech 1988, 1992 a 2004
- John McCain, senátor za stát Arizona
- Dan Quayle, předtím viceprezident a bývalý senátor za stát Indiana
- Robert C. Smith, senátor za stát New Hampshire. Vzdal se boje o nominaci v Republikánské straně a ucházel se o nominaci v straně U.S. Taxpayers Party (doslova „Strana amerických daňových poplatníků“). Později se vzdal i této nominace a kandidoval jako nezávislý.

### Demokratická strana

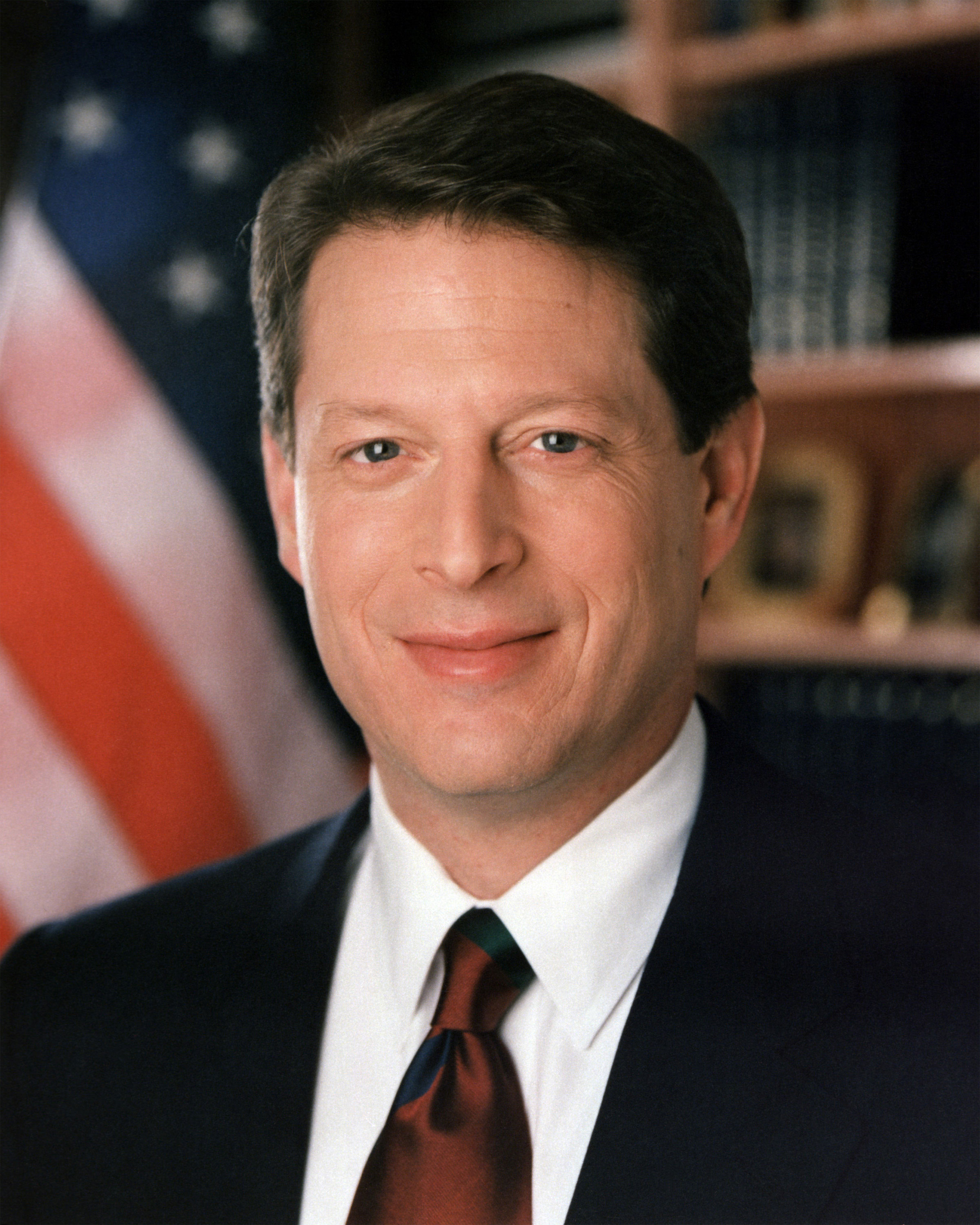
Al Gore, kandidát Demokratické strany

- Bill Bradley, bývalý senátor za stát New Jersey
- Al Gore, toho času viceprezident, předtím senátor za stát Tennessee

Podle 22. dodatku, tehdejší prezident Bill Clinton nemohl kandidovat na třetí volební období. Kvůli tomu, že se po dobu jeho vlády vyskytlo několik skandálů, uvažovalo se o vícero kandidátech. Uvažovalo se o Dickovi Gephardtovi ze státu Missouri, senátorovi Bobovi Kerreym z Nebrasky, senátorovi Paulovi Wellstoneovi z Minnesoty a o bývalém senátorovi Billovi Bradleym z New Jersey.
Nominaci získal Al Gore.

### Další kandidáti
Ve volbách kandidovali i (počet států, kde kandidát kandidoval, celkem z 51):
- Harry Browne (Libertariánská strana, 50),
- Pat Buchanan (Reformní strana, 49),
- Ralph Nader (Strana zelených, 44),
- Howard Phillips (Strana Ústavy, 41) a
- John Hagelin (Strana přirozeného práva, 38).

## Volby

### Kampaň

#### George W. Bush
V kampani, ve které Bushovi radil republikánský politický konzultant Karl Rove, Bush vyzdvihl svoji vůli zabývat se zejména vnitřními záležitostmi země a snížit zahraniční angažovanost Spojených států, což bylo v souladu s izolacionistickou tradicí Republikánské strany. Opakovaně prohlásil, že je proti zahraničním národně-budovatelským („nation-building“) pokusům (zásahům do vnitřních záležitostí jiných států v oblasti lidských práv a státního zřízení).

#### Al Gore
Jedna z linií volebního programu Ala Gorea se věnovala životnímu prostředí. Součástí programu bylo plnění limitů CO2 Spojenými státy podle Kjótského protokolu.

### Výsledky
| Kandidát            | Strana              | Domácí stát         | Voličů              | Voličů              | Počet volitelů | Spolukandidát       | Spolukandidát Domácí stát | Spolukandidát Počet voliteů |
| Kandidát            | Strana              | Domácí stát         | Počet               | Podíl               | Počet volitelů | Spolukandidát       | Spolukandidát Domácí stát | Spolukandidát Počet voliteů |
| ------------------- | ------------------- | ------------------- | ------------------- | ------------------- | -------------- | ------------------- | ------------------------- | --------------------------- |
| George W. Bush      | Republikán          | Texas               | 50,460,110          | 47.9%               | 271            | Dick Cheney         | Wyoming                   | 271                         |
| Al Gore             | Demokrat            | Tennessee           | 51,003,926          | 48.4%               | 266            | Joe Lieberman       | Connecticut               | 266                         |
| Ralph Nader         | Zelený              | Connecticut         | 2,883,105           | 2.7%                | 0              | Winona LaDuke       | Minnesota                 | 0                           |
| Pat Buchanan        | Reformní strana     | Virginie            | 449,225             | 0.4%                | 0              | Ezola B. Foster     | Kalifornie                | 0                           |
| Harry Browne        | Libertarián         | Tennessee           | 384,516             | 0.4%                | 0              | Art Olivier         | Kalifornie                | 0                           |
| Celkem              | Celkem              | Celkem              | 105,417,258         | 100%                | 538            | Celkem              | Celkem                    | 538                         |
| Potřebných na výhru | Potřebných na výhru | Potřebných na výhru | Potřebných na výhru | Potřebných na výhru | 270            | Potřebných na výhru | Potřebných na výhru       | 270                         |

Výsledky byly v některých státech velmi těsné, například v Novém Mexiku a na Floridě. Nedostatky a nejasnosti některých volebních formulářů vedly ke sporům v některých volebních úřadech, zejména na Floridě, kde byl rozdíl jen v stovkách hlasů. Podle oficiálních výsledků Bush získal 2 912 790 hlasů a Al Gore 2 912 253.
Další těsné výsledky byly v Novém Mexiku (+0,06% pro Ala Gora); ve Wisconsinu (+0,22% pro Ala Gora); Iowě (0,31% pro Ala Gora), Oregonu (0,44% pro Ala Gora). Další rozdíly už překročily 1% hranici. Nejtěsnější výsledky (červená označuje vítězství Georga W. Bushe a modrá vítězství Ala Gorea):
1. Florida, 0,01%
2. New Mexico, 0,06%
3. Wisconsin, 0,22%
4. Iowa, 0,31%
5. Oregon, 0,44%
6. New Hampshire, 1,27%
7. Minnesota, 2,40%
8. Missouri, 3,34%
9. Ohio, 3,51%
10. Nevada, 3,55%
11. Tennessee, 3,86%
12. Pennsylvania, 4,17%
13. Maine, 5,11%
14. Michigan, 5,13%
15. Arkansas, 5,44%
16. Washington, 5,58%
17. Arizona, 6,28%
18. Západní Virginie, 6,32%
19. Louisiana, 7,68%
20. Virginie, 8,04%
21. Colorado, 8,36%
22. Vermont, 9,94%

Na závěr byl George W. Bush zvolený prezidentem Spojených států amerických po rozhodnutí Nejvyššího soudu, díky volebním hlasům z Floridy. Bush nasbíral 271 volebních hlasů vůči 266 hlasům Ala Gorea, včetně volebních hlasů 30 z 50 států.
Ani jeden z kandidátů nedosáhl většinu v lidovém hlasování – Bush získal 47,9 procenta hlasů, Al Gore 48,4 procenta. Gore však dosáhl pluralitní většinu získaje o 539 898 hlasů víc ze 105 miliónů hlasů (což však vzhledem na americký volební systém nemusí znamenat vítězství).
Toto byly prvé prezidentské volby USA od roku 1888, kdy vítězný kandidát dosáhl méně lidových hlasů než jeho oponent, poprvé od roku 1876, kdy došlo k volebnímu sporu, a vůbec poprvé v historii USA, kdy byla konečná volba prezidenta přisouzená rozhodnutím Nejvyššího soudu.
Bush byl inaugurován za prezidenta 20. ledna 2001. 29. října 2002 podepsal návrh zákona Help America Vote Act z roku 2002, kterým se mělo zevšeobecnit používání sčítacích strojů na registraci volebních lístků.

## Florida
Advokáti Al Gorea dosáhli v Nejvyšším soudě Floridy (ve kterém 6 soudců ze 7 bylo nominovaných demokraty) nové manuální sčítání hlasů v třech obvodech: Miami Dade, Palm Beach a Broward, ve kterých voličská základna je většinově demokratická. Schválením tohoto Nejvyšší soud Floridy přesáhl svoje právní kompetence, což hned napadli právníci George W. Bushe. Po prvním upozornění anuloval Nejvyšší soud USA (ve kterém 7 soudců z 9 bylo nominovaných republikánskými prezidenty; i když všeobecně byli 4 považovaní za liberální, 4 za konzervativní a jedna soudkyně byla považovaná za umírněnou) toto nařízení a zastavil sčítání hlasů.